# Aurélia Poirier
Pour les articles homonymes, voir Poirier (homonymie).
Aurélia Poirier est une actrice française, née à Tours.

## Biographie
Aurélia Poirier a fait sa formation au conservatoire d'art dramatique de Tours et à l'École nationale supérieure des arts et techniques du théâtre de Lyon.

## Filmographie

### Cinéma

#### Longs métrages
- 2012 : La Cinquième Saison de Peter Brosens et Jessica Woodworth : Alice
- 2013 : À votre bon cœur, mesdames de Jean-Pierre Mocky : Marie
- 2014 : Monuments Men de George Clooney : la jeune Française
- 2015 : Les Anarchistes  de Élie Wajeman : Martha
- 2017 : Look Up  de Fulvio Risuleo : Stella
- 2020 : Hors du monde de Marc Fouchard : Amélie et Hélène
- 2021 : Flashback de Caroline Vigneaux : Bagnarde

#### Courts métrages
- 2014 : Reality+ : la voisine
- 2016 : Iceberg de Mathieu Z'Graggen : Brie
- 2016 : Arborg d'Antoine Delelis : Lili
- 2017 : Sans mot dire de Quentin Lecocq
- 2018 : Le Petit Monstre d'Anaïs Vachez : Emmy

### Télévision
- 2013-2015 : Lazy Company (saison 1, 2 et 3) réalisé par Samuel Bodin pour OCS : Jeanne
- 2013 : Les Petits Meurtres d'Agatha Christie (Cartes sur table) réalisé par Éric Woreth pour France 2 : Elise Schlumberger
- 2014 : Candice Renoir (L'habit ne fait pas le moine) réalisé par Stéphane Malhuret pour France 2 : Sœur Jeanne
- 2015 : Reboot réalisé par Davy Mourier pour France 4 : Racine
- 2015 :  Profilage (Ovni) réalisé par Simon Astier : Monica Royan
- 2016 : Alice Nevers : (saison 14 épisode 6 : une vie de plus) réalisé par Jean-christophe Delpias pour TF1 : Emma Loriot
- 2016 : Prof T. réalisé par Jean-Christophe Delpias pour TF1 : Françoise Lesage
- 2017 : The Alienist réalisé par Jakob Verbruggen pour TNT : Belle
- 2019 : Marianne réalisé par Samuel Bodin pour Netflix : Infirmière Sudoku

## Théâtre
- 2010-2012 : La Folie Sganarelle de Molière mis en scène par Claude Buchvald
- 2012-2013 : Un Monde Meilleur? mis en scène par Annabelle Simon
- 2014-2020 : Le Kojiki : demande à ceux qui dorment de Yan Allegret : l'Enfant
- 2016-2017 : Don Juan de Molière mis en scène par Anne Coutureau
- 2018-2020 : Le Porteur d'histoire d'Alexis Michalik mis en scène par Alexis Michalik

## Distinctions
- 2012 : Festival des Arcs : Prix de la révélation féminine pour son rôle dans La Cinquième Saison[2]